# Книга за стила на Асошиейтед Прес
„Книга за стила и коментар на медийния закон на Асошиейтед Прес“, обикновено наричана „Книга за стила на Асошиейтед Прес“ е основен наръчник за стила и употребите за повечето новинарски вестници в САЩ. Книгата е редактирана от дългогодишния редактор на Норм Голдщайн, и е обновявана годишно, обикновено през юни. Изданието от 2006 е малко над 400 страници.
Книгата покрива множество от теми, включително:
- Граматика, пунктуация и правопис на английския език. Например, според наръчника правилно „red, white and blue,“, а не „red, white, and blue.“
- Наръчникът се занимава с множество въпроси, като например дали да се обръща чуждо локално време в национално такова в статия, и кога се поставя „Dr.“ в началото на името, когато имат докторска степен (само за някои медицински титли; избираемо, ако предмета е релевантен към статията).
- Кратка основна информация за широка разновидност от теми, като публичните услуги по излъчване.
- Спортна секция включваща терминология.
- Бизнес секция.
- Информация върху американския закон за медиите.
- Информация, специфична за работата с АП, като инструкции за попълване на снимките с обяснения.

АП също предлага абонаментна онлайн версия на книгата, която е осъвременявана със стиловите промени, когато такива са правени и предлага поддръжка на локални версии.